# 日寛
日寛（にちかん、寛文5年8月7日（1665年9月15日） - 享保11年8月19日（1726年9月14日）、1718年登座）は、日蓮正宗総本山第26世の法主（大石寺貫首）。
日蓮正宗では、第9世日有とともに中興の祖としてあがめている。
中興の祖と言われた理由として、六巻抄を後世に残した事が大きく関係している。

## 略歴
- 1665年（寛文5年）8月7日、上野国前橋、伊藤浄圓（いとうじょうえん）の子として誕生。幼名は伊藤市之進（いとういちのしん）。
- 1673年（延宝元年）11月21日、母の貞嘉妙真卒。
- 1683年（天和3年）、総本山第24世日永を師範として得度し「覚真日如」と名乗る。19歳。
- 1688年（元禄元年）9月3日、日永、会津実成寺に住す、日寛随行す。
- 1689年（元禄2年）、僧侶の学問所である細草檀林に入る。25歳。
- 1690年（元禄3年）5月、集解抄を記す。
- 1691年（元禄4年）4月17日、集解序草鶏記を記す。5月14日、集解上本草鶏記を記す。
- 1694年（元禄7年）3月11日、玄籤一草鶏記上巻を記す。5月6日、玄籤一草鶏記中巻を記す。11月12日、玄籤二草鶏記を記す。
- 1695年（元禄8年）11月21日、養母縁窓妙順卒。
- 1698年（元禄11年）2月14日、文一別序草鶏記を記す。4月14日、文一草鶏記を記す。8月12日、文一下草鶏記を記す。
- 1699年（元禄12年）6月29日、壽量品演説抄〔談義〕3巻を著す。9月9日、文三題号草鶏記を記す（石蔵）閏9月15日、文三入文草鶏記を記す。
- 1700年（元禄13年）1月30日、江戸妙縁寺類焼。3月2日、宝塔品草鶏記を記す。4月8日、文四草鶏記を記す。6月、談義草鶏記を記す。8月、堂供養法則を書す。11月6日、江戸常泉寺梵鐘成る。
- 1701年（元禄14年）4月14日、文四末草鶏記を記す。4月21日、文五草鶏記を記す。
- 1702年（元禄15年）5月20日、文六草鶏記を記す。11月3日、文七草鶏記を記す。
- 1703年（元禄16年）5月10日、法師品草鶏記を記す。12月下旬、薬王品病即消滅抄を著す。
- 1705年（宝永2年）2月、法衣供養談義を著す。6月22日、父母報恩談義を著す。
- 1706年（宝永3年）4月26日、条箇下愚記を記す。10月12日、薬王品後五百歳中広宣流布之事を著す。
- 1707年（宝永4年）3月23日、父浄圓卒。4月11日、条箇下末之抄を記す。5月4日、条箇上本之抄を記す。9月12日、条箇上末之抄を記す。10月14日、集解上之抄を記す。11月6日、集解下草鶏記を記す。
- 1708年（宝永5年）4月18日、集解下之抄を記す。細草26代の化主となり能化に昇格して「堅樹院日寛」と改む。日寛集解の講終る。
- 1709年（宝永6年）、玄籤四を講ず。
- 1710年（宝永7年）、玄籤七・十を講ず。
- 1711年（正徳元年）夏、6代学頭となり御書を講ず。法華題目抄の講を始む。
- 1713年（正徳3年）8月、三重秘伝抄を著す。
- 1714年（正徳4年）4月、方便品題号草鶏記を記す。天英院江戸常泉寺に1500両を寄進本堂造営。
- 1715年（正徳5年）6月13日、撰時抄愚記上巻を著す。10月28日、安国論愚記を著す。
- 1716年（享保1年）3月18日、撰時抄愚記下巻を著す。6月13日、法華題目抄文段を著す。9月17日、宗教深秘抄を著す。
- 1717年（享保2年）2月7日、法華取要抄文段を著す。8月22日、天英院の寄進により大石寺三門建立成る。
- 1718年（享保3年）3月、第25世日宥より血脈相承を受け登座、法主に就任。10月13日、蓮祖三徳之事を著す。11月13日、大石寺梵鐘改鋳。
- 1719年（享保4年）10月上旬、青蓮鉢銘註を著す。
- 1720年（享保5年）2月24日、日寛法を27世日養に付し再び学寮に入る。
- 1721年（享保6年）2月16日、当体義抄の書本を校合し、当体義抄文段並びに同略科を著す。11月上旬、観心本尊抄文段2巻を著す。
- 1722年（享保7年）2月24日、報恩抄文段2巻を著す。
- 1723年（享保8年）6月4日、27世日養寂。日寛再往。
- 1724年（享保9年）3月3日、下総猿島百戸に大乗寺を創す。大石寺塔中石之坊創し常唱堂建立を発願す。
- 1725年（享保10年）、宗門教学の大綱を「六巻抄」としてまとめる。3月上旬三重秘伝抄、3月下旬文底秘沈抄、4月中旬依義判文抄、5月上旬末法相応抄、5月下旬当流行事抄、6月当家三衣抄。冬、年賀のため江戸に下向す。
- 1726年（享保11年）2月、江戸下谷常在寺に観心本尊抄を講ず。3月、帰山。5月26日、法を28世日詳に付す。6月18日、遺状を記す。8月19日早朝、62歳をもって死去した。

## 著述
- 宗祖遺文注釈書
  - 安国論愚記
  - 開目抄文段
  - 観心本尊抄文段
  - 法華取要抄文段
  - 撰時抄愚記　等

- 六巻抄
  - 三重秘伝抄第一
  - 文底秘沈抄第二
  - 依義判文抄第三
  - 末法相応抄第四
  - 当流行事抄第五
  - 当家三衣抄第六

- その他
  - 臨終用心抄
  - 宗教深秘抄　等

## 補足
- 死去について言い伝えがあり、自身の死期が迫っていると悟り、時の法主・28世日詳をはじめ大石寺内の僧侶や檀家に別れの挨拶をし、桶工に自らの棺を作らせたといわれている。

8月18日の深夜、「我まもなく死すべし」と侍者に告げ、辞世の一偈一句「本有の水風 凡聖常に同じ 境智互いに薫じ 朗然として終に臨む」を書いた。
| 先代 日宥 | 大石寺住職一覧 | 次代 日養 |